# Abdrift (Pflanzenschutz)

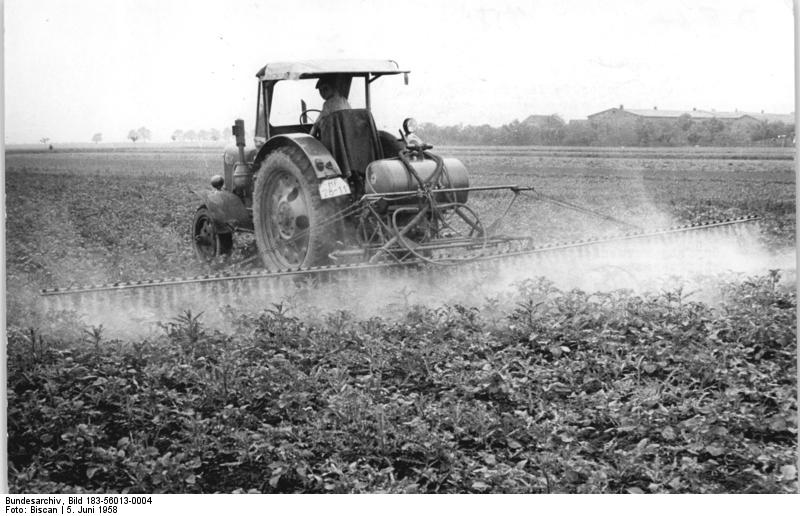
Spritze um 1958 mit sehr hoher Abdrift

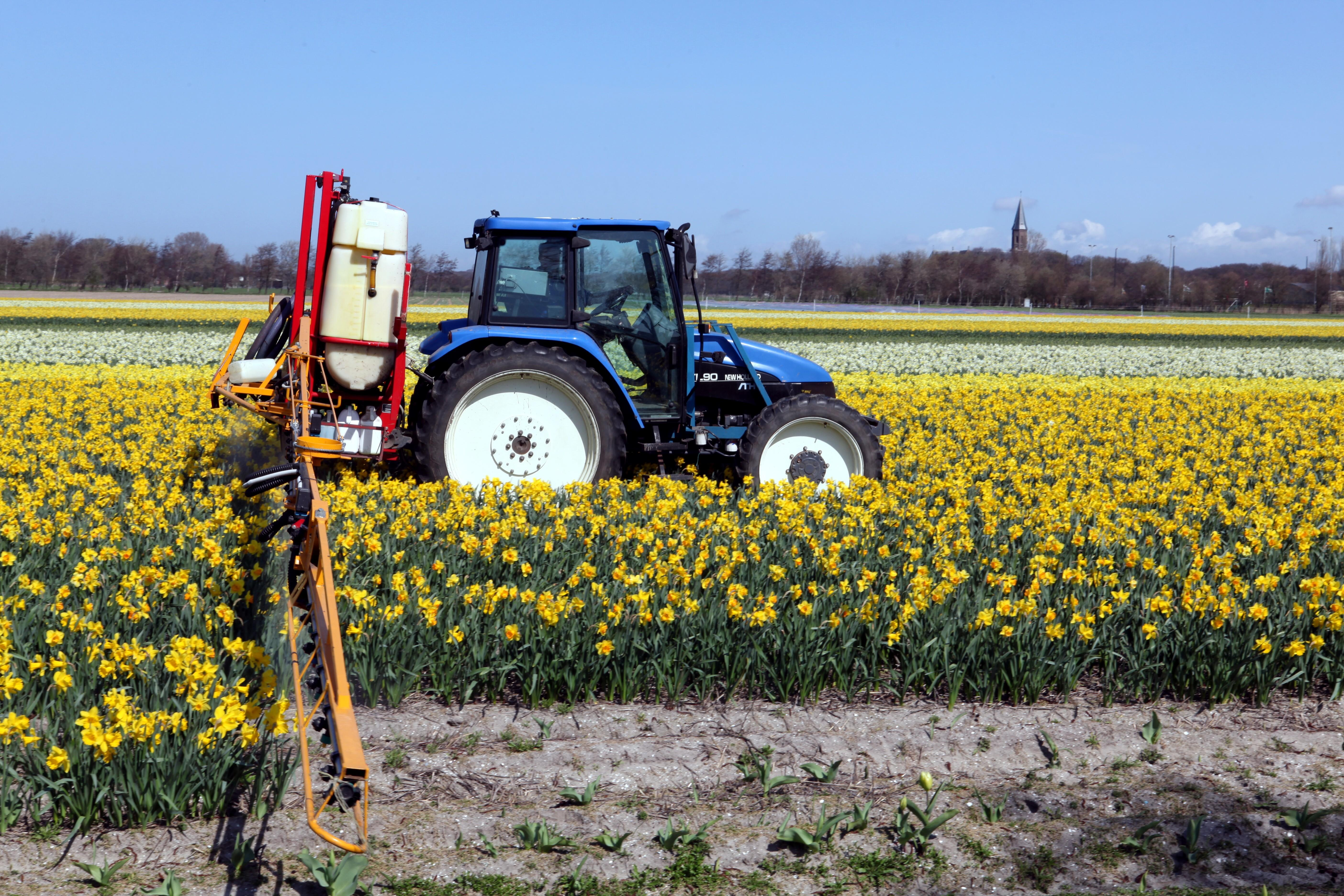
Spritze im Jahr 2010 mit niedriger Abdrift

Unter Abdrift oder Abtrift wird der Anteil der ausgebrachten Pflanzenschutzmittelmenge verstanden, der während der Applikation nicht innerhalb des behandelten Areals
angelagert wird.

## Mögliche Ursachen
Für Abdrift von Pflanzenschutzmitteln gibt es diverse, vor allem technische und meteorologische Ursachen:
- Fahrgeschwindigkeit: In der Regel sollten Fahrgeschwindigkeiten von 6 bis 8 km/h nicht überschritten werden. Ansonsten gehen vor allem die kleineren Tropfen nicht mehr sicher zu Boden, sondern verwirbeln sich hinter der Spritze.
- Spritzhöhe: Der optimale Abstand der Düse zur Zielfläche wird vor allem durch den Austrittswinkel der Düse bestimmt. In der Regel besitzen heutige Düsen einen Spritzkegel von 120 Grad. Bei solchen Düsen wird ein Abstand von etwa 50 cm zur Zielfläche empfohlen, bei 80-Grad-Düsen sind es 75 cm Abstand.
- Temperatur, Luftfeuchte: Dauerhafte Temperaturen über 25 °C und relative Luftfeuchten unter 30 % führen zu erheblichen Mittelverlusten durch Abdrift und sind für die Ausbringung von Pflanzenschutzmitteln daher nicht geeignet.[3]
- Tropfengröße: Die Tropfengröße ist der relevanteste Einflussfaktor. Wird eine Flüssigkeit mithilfe einer Düse verteilt, entstehen verschiedene Tropfengrößen. Insbesondere die kleineren Tropfen sind diejenigen mit der höchsten Abdriftgefahr. Je kleiner die Düse gewählt wird und je höher der Spritzdruck und somit der Ausstoß je Sekunde ist, desto kleiner fallen die Tropfen in der Regel aus. Insbesondere Tropfen mit einer Größe unter 200 Mikrometer sind gefährdet.
- Wasseraufwandmenge: Bei den Wasseraufwandmengen geben Pflanzenschutzmittelhersteller Hinweise auf die optimale Wasseraufwandmenge. Wird diese Menge unterschritten, wird auch der Anteil Pflanzenschutzmittel, der von Abdrift betroffen ist, höher. Zudem müssen wegen der geringeren Aufwandmenge kleinere Düsen verwendet werden, was ebenfalls die Abdrift erhöhen kann.
- Windgeschwindigkeit: Bei Windgeschwindigkeiten über 3 m/s sollte Pflanzenschutz nach Möglichkeit unterbleiben, bei Windgeschwindigkeiten über 5 m/s ist eine Behandlung nicht mehr vertretbar.

## Folgen der Abdrift

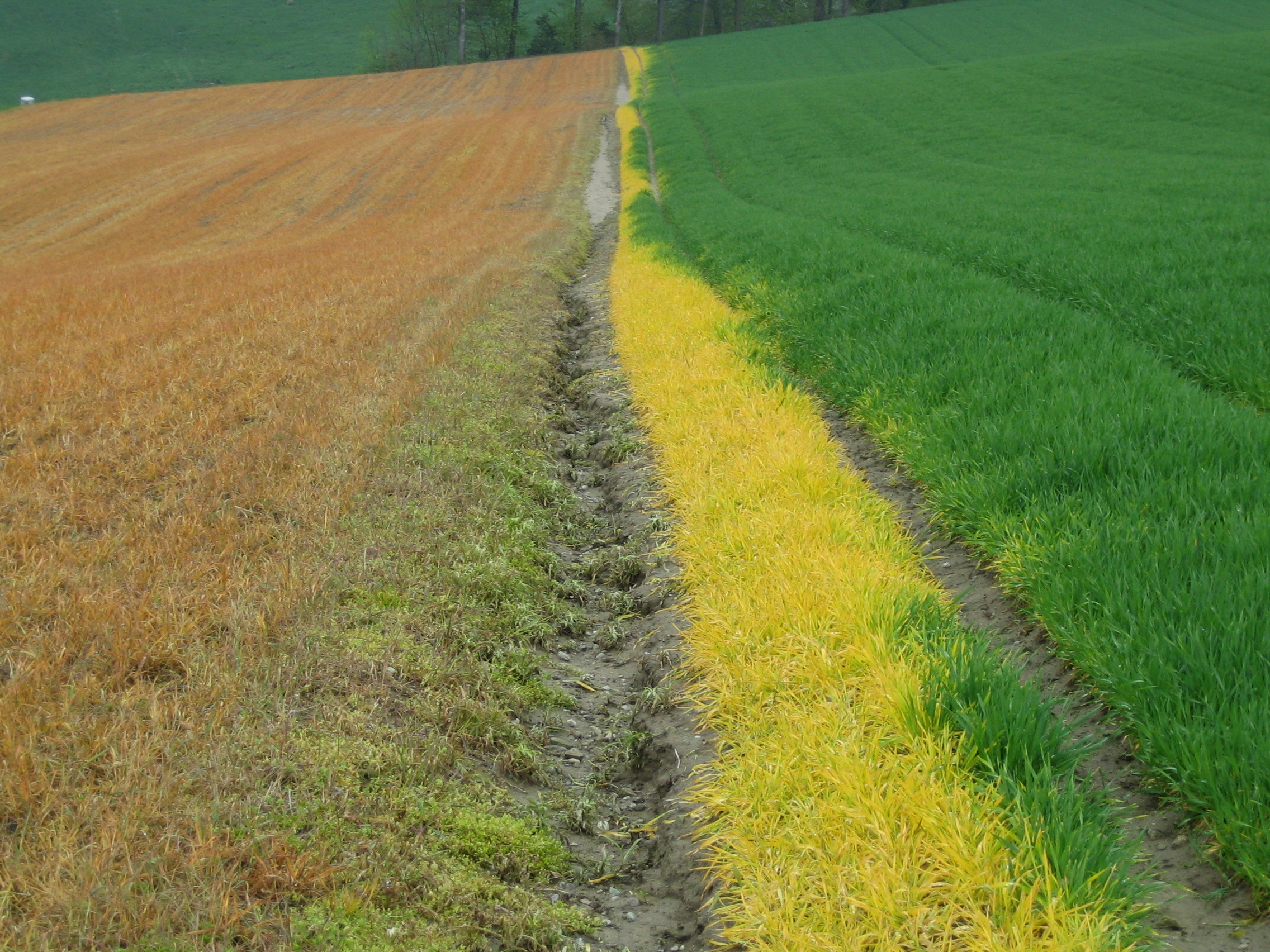
Das Herbizid, welches auf dem linken Acker angewendet wurde, ist teils auf das Getreidefeld rechts abgedriftet und hat dort Pflanzen zerstört

- Luftverschmutzung: Über die Luft können Pestizide weite Strecken zurücklegen.[4][5] Tiere und Menschen können durch diese Abdrift belästigt oder geschädigt werden.[6]
- Schäden an empfindlichen Nachbarkulturen können auftreten. So werden Zuckerrüben regelmäßig durch den Wirkstoff MCPA geschädigt oder vollständig zerstört, wenn es bei der Distelbekämpfung in benachbartem Getreide eingesetzt wird. Insbesondere wenn biologisch bewirtschaftete Flächen getroffen werden, ist das Schadensausmaß groß, falls die Partie nicht als biologisch erzeugt anerkannt wird.
- Bodenkontamination: Eine 2019 publizierte Studie der Universität Neuenburg wies bei 93 % der im Schweizer Mittelland untersuchten Bio-Böden und Pflanzen Neonicotinoide nach. Dadurch könnten der Studie zufolge bis zu 7 % der Nützlinge geschädigt werden.[7]
- Gewässerverschmutzung: Auch Gewässer können kontaminiert werden. In vielen kleinen Bächen werden immer wieder starke Pestizidbelastungen gemessen, welche die zugelassenen Grenzwerte teilweise bei weitem übersteigen.[8][9]
- Durch die Zufallsverteilung kommt es zu kleinflächigen Über- und Unterdosierungen. Bei Herbizidausbringung kann es durch Überdosierung zu Schäden an der Kultur selbst kommen. Resistenzen von nicht ausreichend getroffenen Schadorganismen können die Folge von Unterdosierungen sein.

## Möglichkeiten der Abdriftminimierung

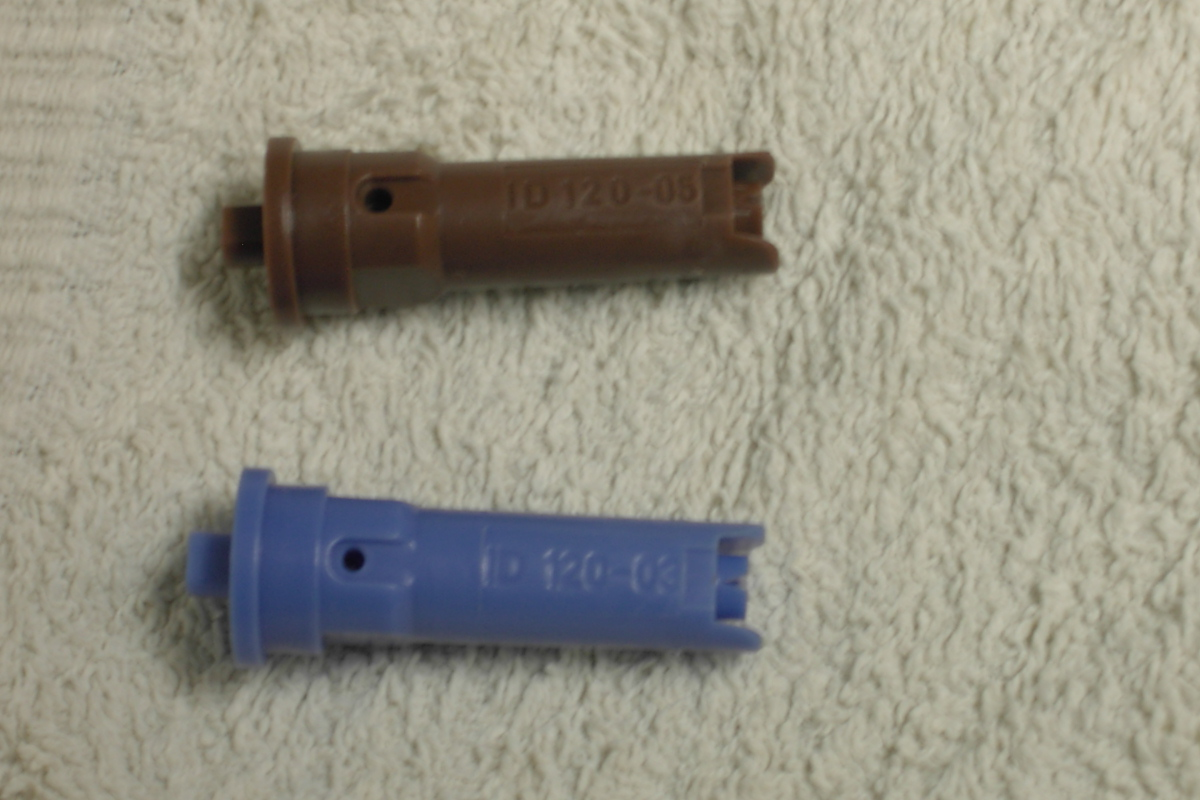
Luftinjektordüsen: Einlass links, Luftloch zeigt auf den Betrachter, nach rechts spritzen die Düsen

### Abdriftminderungsklassen Feldbau
Pflanzenschutzdüsen werden nach Abdriftminderungsklassen eingeteilt: Je nach Düsenbauart, Druck, Wasseraufwandmenge und Fahrgeschwindigkeit können Düsen mit 50 %, 75 % oder mit 90 % Abdriftminderung eingesetzt werden. Abstandsauflagen zu z. B. Gewässern sind teils abhängig von der Abdriftminderungsklassen; je höher die Abdriftminderung, desto geringer kann der nicht behandelte Streifen ausfallen. Nachteilig kann es je nach Düse sein, dass das Tropfenspektrum sehr grob wird und damit die Benetzung der Zielpflanzen leidet. Insbesondere Luftinjektordüsen haben teils Probleme mit der biologischen Wirksamkeit.

### Zeitpunkt der Applikation
In den Morgen- und Abendstunden sind die Temperaturen gemäßigt, und teils legt sich auch der Wind ein wenig. Moderne Techniken wie GPS-gesteuerte Teilbreitenschaltung und Einzeldüsenbeleuchtung machen Behandlungen in der Dunkelheit einfacher.
In der Bevölkerung hört man öfters die These Die Bauern spritzen nachts, weil sie dann die verbotenen Mittel verteilen. Es ist jedoch genau umgekehrt: Gerade diejenigen Landwirte spritzen in der Dunkelheit, welche die positiven Effekte wie Windstille während der Dämmerung ausnutzen.

### Verzicht auf Flugzeugbehandlungen

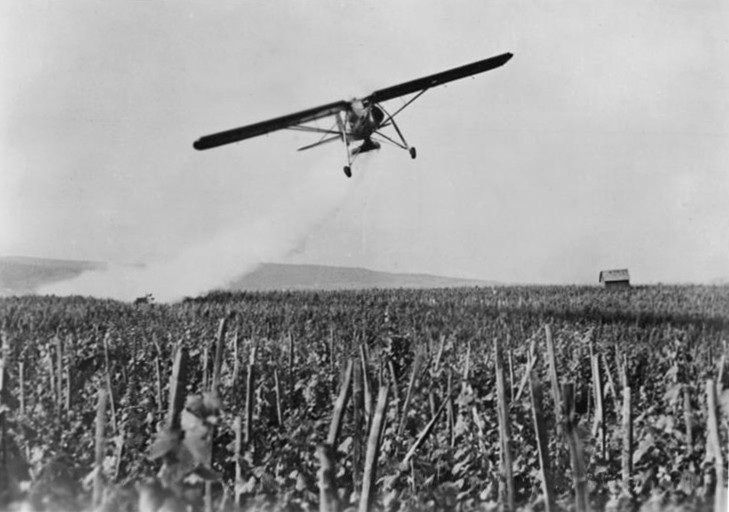
Behandlung von Weinreben in den 1950er Jahren

Durch die enorme Flughöhe und Geschwindigkeit sind Sprühflugzeuge äußerst kritisch zu sehen.

### Staatliche Regulierung
Bei der Zulassung von Pflanzenschutzmitteln werden Abdrifteckwerte berücksichtigt, welche zwischen 1989 und 1999 vom Julius-Kühn-Institut in 122 durchgeführten Abdriftversuchen ermittelt wurden.